# Annaka
Annaka (japanska: 安中市 ?, Annaka-shi) är en stad i Gunma prefektur i Japan. Staden fick stadsrättigheter 1958.

## Kommunikationer
Staden har en station, Annaka-Haruna, på Hokuriku Shinkansen-linjen som ger förbindelse med höghastighetståg till Tokyo och Nagano - Toyama - Kanazawa.
Annaka har även fem stationer på Shinetsu-huvudlinjen mellan Takasaki och Yokokawa som ligger i västra delen av Annaka.